# Parijs-Tours 1941
Parijs-Tours 1941 ofwel, de 35ste editie  werd verreden op zondag 11 mei 1941. De wedstrijd had een lengte van 250 kilometer, startte in Parijs en eindigde in Tours.
De Fransman Paul Maye won de sprint.

## Uitslag
| Plaats  | Naam              | Ploeg              | Tijd     |
| ------- | ----------------- | ------------------ | -------- |
| Winnaar | Paul Maye         | Alcyon-Dunlop      | 6u22'07" |
| 2       | Albert Goutal     | Dilecta-Wolber     | z.t.     |
| 3       | Pierre Cloarec    | Mercier-Hutchinson | z.t.     |
| 4       | Louis Gauthier    | Mercier-Hutchinson | z.t.     |
| 5       | Fernand Mithouard | Alcyon-Dunlop      | z.t.     |
| 6       | Pierre Jaminet    | Alcyon-Dunlop      | z.t.     |
| 7       | Yvon Martinerie   |                    | z.t.     |
| 8       | Eloi Tassin       |                    | + 0'59"  |
| 9       | Tolmino Casellato | Heldert-Hutchinson | + 2'23"  |
| 10      | Marcel Vandevelde | Alcyon-Dunlop      | + 2'47"  |

1896 · 
1897 · 
1898 · 
1899 · 
1900 · 
1901 · 
1902 · 
1903 · 
1904 · 
1905 · 
1906 · 
1907 · 
1908 · 
1909 · 
1910 · 
1911 · 
1912 · 
1913 · 
1914 · 
1915 · 
1916 · 
1917 · 
1918 · 
1919 · 
1920 · 
1921 · 
1922 · 
1923 · 
1924 · 
1925 · 
1926 · 
1927 · 
1928 · 
1929 · 
1930 · 
1931 · 
1932 · 
1933 · 
1934 · 
1935 · 
1936 · 
1937 · 
1938 · 
1939 · 
1940 · 
1941 · 
1942 · 
1943 · 
1944 · 
1945 · 
1946 · 
1947 · 
1948 · 
1949 · 
1950 · 
1951 · 
1952 · 
1953 · 
1954 · 
1955 · 
1956 · 
1957 · 
1958 · 
1959 · 
1960 · 
1961 · 
1962 · 
1963 · 
1964 · 
1965 · 
1966 · 
1967 · 
1968 · 
1969 · 
1970 · 
1971 · 
1972 · 
1973 · 
1974 · 
1975 · 
1976 · 
1977 · 
1978 · 
1979 · 
1980 · 
1981 · 
1982 · 
1983 · 
1984 · 
1985 · 
1986 · 
1987 · 
1988 · 
1989 · 
1990 · 
1991 · 
1992 · 
1993 · 
1994 · 
1995 · 
1996 · 
1997 · 
1998 · 
1999 · 
2000 · 
2001 · 
2002 · 
2003 · 
2004 · 
2005 · 
2006 · 
2007 · 
2008 · 
2009 · 
2010 · 
2011 · 
2012 · 
2013 · 
2014 · 
2015 · 
2016 · 
2017 · 
2018 · 
2019 ·
2020 ·
2021 ·
2022 ·
2023 ·
2024 ·
2025